# Pisidice (Metimna)
Pisidice è un personaggio della mitologia greca, principessa di Lesbo, abitante di un'omonima città mitologica, probabilmente situata vicino a Mithimna, capitale dell'Isola.
Ella era molto devota al dio del Sole, Apollo, anche per l'alleanza dell'isola con Ilio.

## La storia

### Le campagne di Achille
Durante la guerra di Troia, (probabilmente verso l'inizio del terzo anno di guerra) Achille inizia le sue scorrerie, che inizialmente consistevano solo nel depredare le terre di Tracia con l'amico Ulisse, dirigendosi verso Lesbo. Le fonti divergono su questo punto, chi dice che Achille sia andato insieme ad altri Achei poiché il re dell'isola, Macaèro, era alleato dei Troiani; altre fonti dicono che l'assedio a Ilio era noioso per Achille e dunque egli volendo nuove conquiste, e stufo di essere comandato da Agamennone, si volge a Lesbo, in cerca di gloria. Lascia sull'Ellesponto 20 navi, e ne porta 30 con sé. Qui assedia la città di Monenia, che viene rasa al suolo senza lasciare superstiti. La città ad oggi non si sa identificare, se non come una città portuale situata al nord di Lesbo. Qui stanno Icetaone e Ipsipilo, due combattenti, figli di Lepetinno, re di Monenia, che però non riescono a difendere la rocca. Così scappano dall'alleato Lampeto, che sta a Mithimna. A Monenia la sorella di Icetaone e Ipsipilo, Pedasa, si innamora di Achille vedendolo dalle mura e si butta in mezzo alla battaglia per incontrarlo, ma Eudoro per sbaglio la uccide. Da quel giorno la città fu chiamata Pedaso, come l'omonima città sul fiume Satnioente. Demetrio ci dice che Achille saccheggiò Pedaso, e non sappiamo identificare se Pedaso si riferisca a Monenia a Lesbo (il cui sacco è narrato anche da Partenio) o si riferisca alla Pedaso in Troade.
Achille razzia le campagne circostanti la città e le dà fuoco, bruciando villaggi. Si dirige poi verso Mitilene, che saccheggia anche, e poi verso l'entroterra. In breve riesce a distruggere tutti i villaggi dell'isola.

### L'innamoramento di Pisidice
Macaero, preoccupato, chiede allora alla figlia Pisidice di tornare a Mithimna e di lasciare la città omonima della principessa. Infatti il villaggio di Pisidice viene saccheggiato dopo poco da Achille. Pisidice inizialmente si rifiuta ma poi viene costretta. Mentre scappa dalla città in fiamme vede Achille, e si innamora della sua bellezza. Achille assedia Mithimna, ma difesa da Lampeto, Icetaone e Ipsipilo non riesce a penetrarvi. Nel frattempo arriva l'inverno, e i soldati di tutte due le parti chiedono di fermarsi, ma Achille non vuole rendere tregua al nemico.

### La visione di Eleno
Durante i mesi di assedio Eleno, ha una visione ispirata dal dio Apollo, e dice che i greci a breve periranno. Ma Ettore decide di non crederci. Però voci di questa profezia girano anche nell'accampamento Acheo, e Agamennone manda un araldo da Achille per chiedergli di tornare e di difendere le navi, ma egli si rifiuta.

## La vittoria su Mithimna

### L'inganno di Achille
Achille scopre da una delle sue spie che Pisidice è innamorata di lui. Lei gli chiede in una lettera, di sposarla se lei lo aiuterà ad entrare in città. Lui chiede di incontrarla dal vivo, dove accetta il compromesso. La principessa devota ad Apollo, inganna il generale Lampeto e organizza una celebrazione ad Apollo, e di nascosto apre le porte della città, dalle quali entrano in migliaia i Mirmidoni, distruggendo tutto.

### Il sacco di Mithimna
Achille uccide Lampeto, cattura Icetaone e Ipsipilo e li sgozza con la spada. Uccide il re di Mithimna Iro, e uccide il re di Lesbo, Macaero.
Alla fine, quando Mithimna giace sconfitta, Pisidice chiede di sposare Achille, ma egli chiamandola traditrice, la allontana da sé. Ella allora scrive una lettera per Ettore, informandolo di come attaccare l'accampamento Acheo. Ma il Pelide intercetta la lettera, cattura Pisidice e la violenta.

## La fuga di Pisidice e la morte

### La fuga e il consiglio con Ettore
La notte Pisidice scappa e naviga verso Troia su una nave rubata. Con difficoltà raggiunge Ilio e parla con Ettore. Ettore vede la coincidenza tra la profezia di Eleno e le parole di Pisidice e decide di attaccare, ma per precauzione manda solo un piccolo manipolo di uomini. Infatti Achille scopre la fuga di Pisidice e arriva a Troia dove contrasta Ettore e gli chiede di restituire la principessa.

### La morte
Allora Ettore la restituisce come traditrice del suo sangue e Achille la fa denudare e lapidare dai Mirmidoni a morte. Ulisse più volte aveva rimproverato Achille di non ucciderla, per evitare la furia del dio Sole, a cui lei era devota, ma Achille scelse di ignorarlo.

### Vendetta di Apollo
Apollo, infuriato, infonde coraggio a Paride che combatte coraggiosamente e scaglia anche una freccia vicino al tallone di Achille, guidata da Apollo. Apollo lo fa per vendicare Pisidice, fanciulla ch'egli amava.